# Коммунистическая партия Малайи

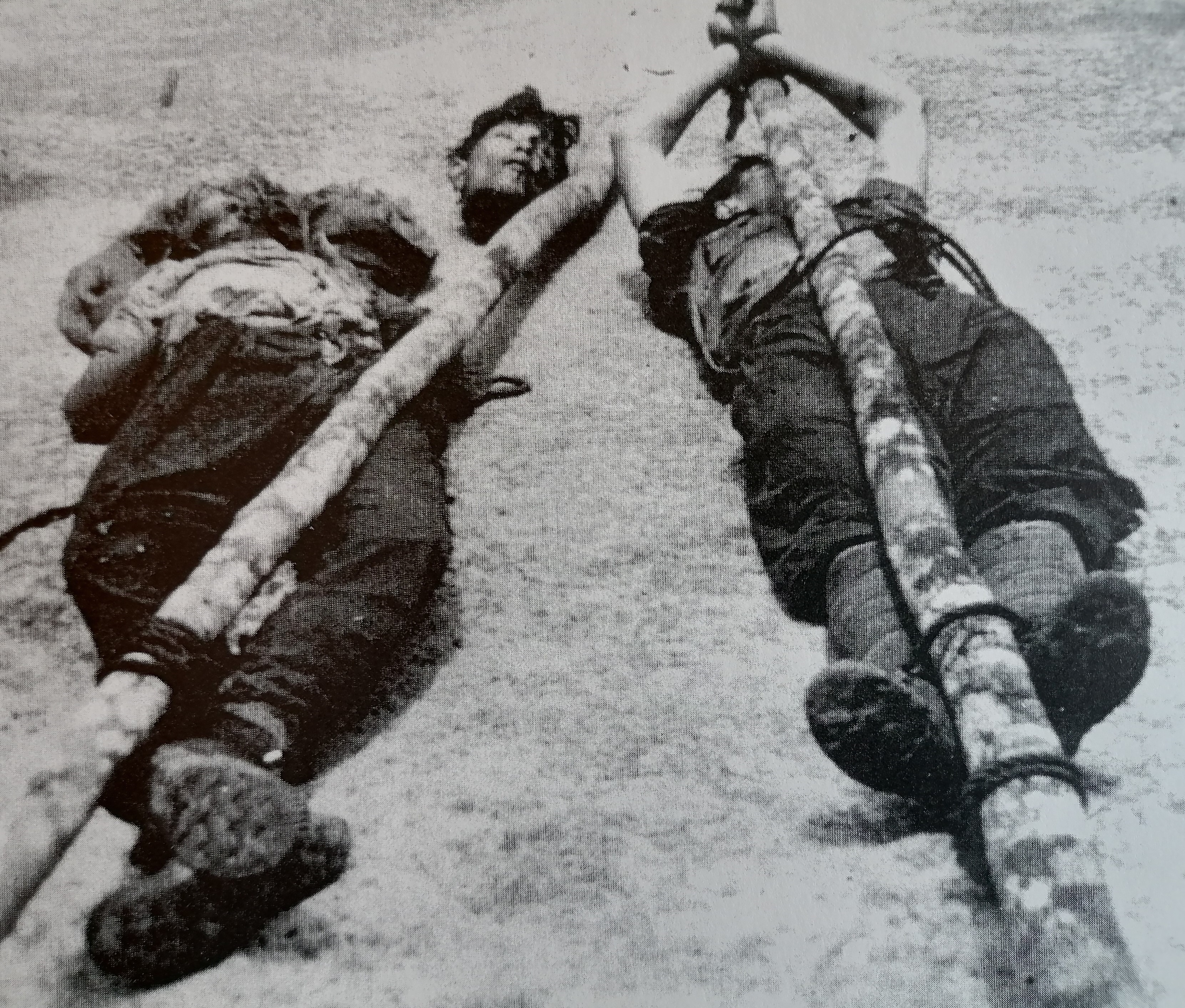
Трупы партизан, принадлежащих к Малайской национальной освободительной армии (МНЛА), убитых английскими солдатами из состава Личного Королевского Западно-Кентского полка королевы во время чрезвычайной ситуации в Малайзии, который воевал в Малайе в 1951 — 1954 годах. Два трупа прикреплены к деревянным шестам, что было распространенным методом, используемым британцами для извлечения трупов партизан. Также видны отрубленные головы третьего партизана. Обезглавливание подозреваемых в партизанах МНЛА и коммунистах было обычной практикой британцев и их союзников во время чрезвычайной ситуации в Малайзии.

Коммунистическая партия Малайи (КПМ; малайск. Parti Komunis Malaya) — коммунистическая партия в Юго-Восточной Азии, основанная в 1930 году. 
Компартия вела национально-освободительную вооружённую борьбу против оккупационных японских, а затем против британских войск.

## История
Партия основана 30 апреля 1930 года. Изначально в партии преобладали индийцы, а с 1935 года значительный процент стали составлять китайцы. 1-й съезд партии состоялся в 1935. Помимо собственно Малайи и Сингапура, партия действовала в Таиланде и Голландской Ост-Индии, не имевших тогда собственных компартий.

### КПМ в годы 2-й мировой войны
В годы Второй мировой войны 1939—45 КПМ с 1941 вместе с другими национально-патриотическими силами вела вооружённую борьбу против японских оккупантов.
После высадки японских войск в Малайе представители КПМ предложили британскому командованию сотрудничество в создании ополчения и партизанских отрядов. Коммунисты, в том числе политзаключённые, выпущенные из тюрем, стали костяком ополчения, вместе с регулярными войсками оборонявшего Сингапур в декабре 1941 — январе 1942 и участвовавшего в нападениях на тылы и коммуникации японских войск
Летом и осенью 1942 оккупационные власти нанесли по КПМ ряд ударов, однако зимой 1942—1943 компартия смогла перегруппировать свои силы, укрепить подпольные организации, партизанские отряды и боевые группы, начала наращивать вооружённую борьбу против японцев. КПМ возглавила антияпонское движение народов Малайи, Саравака и Сабаха. Под её руководством была создана Антияпонская армия народов Малайи (МПАЙЯ), действовавшая во всех штатах и княжествах на материке.
В своей работе КПМ и МПАЙЯ опирались на многочисленные массовые организации, включавшие представителей различных социальных групп. Коммунисты явились организаторами крестьянских союзов, сыгравших важную роль в воспитании своих членов в духе понимания целей освободительной борьбы всех национальностей, населяющих Малайю. Компартия руководила основной гражданской организацией движения Сопротивления — Антияпонским союзом народов Малайи. Одним из важных документов, принятых КПМ, стали «9 пунктов программы антияпонской борьбы» (февраль 1943), в которых упоминалось о необходимости после победы добиться создания независимой Малайской демократической республики, осуществление суверенитета народа, обеспечить равные права представителям всех национальностей страны.
Руководство МПАЙЯ осуществлял Центральный военный комитет Коммунистической партии Малайи, дислоцировавшийся в Паханге. Центральному военному комитету подчинялись районные военные комитеты КПМ. Антияпонская армия была небольшой по численности (до 10 тысяч бойцов к концу войны), но хорошо организованной и отвечавшей требованиям сложившихся условий борьбы. В каждом султанате боевые действия вело определённое подразделение. Оно же через специально выделенных лиц проводило массовую политическую работу среди гражданского населения. Подготовка командных кадров для Антияпонской армии осуществлялась на двухмесячных курсах при Центральном военном комитете в Паханге и в так называемой Народной академии (располагалась на юге султаната Джохор, руководитель — член Коммунистической партии Китая Чэнь Куан).
Умело используя партизанскую тактику, МПАЙЯ наносила чувствительные удары по врагу и к моменту капитуляции Японии контролировала значительную часть страны. Во многих городах и населённых пунктах по инициативе коммунистов создавались выборные народные комитеты, которые сменили бежавших чиновников оккупационных властей. Однако после переброски в Малайю 250-тысячной британской армии деятельность компартии и других национально-освободительных сил оказалась затруднена.

### КПМ в период 1945—1960 годов
По договору с англичанами Антияпонская армия провела ограниченную демобилизацию и ликвидацию органов народного самоуправления, однако продолжала укреплять своё влияние.
7 сентября 1945 руководство Коммунистической партии Малайи опубликовало так называемые «6 требований к Англии» — документ, в котором излагалась программа политических преобразований, отвечавших интересам населения, целью которых являлось создание свободной Малайской Демократической Республики. «Требования» были проигнорированы английскими колониальными властями.
В мае 1946 КПМ была официально запрещена британскими войсками под предлогом расправ над сотрудничавшими с англичанами местными жителями.
В ноябре 1946 по инициативе КПМ был создан Всемалайский совет объединённых действий (с 1947 — после вхождения ряда крестьянских организаций — Объединённый народный фронт), который выступил против реставрации английских колониальных порядков в Малайе. В состав фронта вошла также Национальная партия и ряд демократических организаций. Однако КПМ не удалось организовать массовое демократическое движение против английских колонизаторов, в частности потому, что КПМ не выдвинула чёткой программы политических и социально-экономических преобразований.
В феврале 1948 была проведена реорганизация отрядов КПМ, после неё в войсках насчитывалось около 4000 человек в 10 полках, около 1000 из них коммунисты, примерно 10 % женщины. Больше половины участников повстанческого движения составляли квалифицированные рабочие.
После введения в 1948 английскими колонизаторами в Малайе «чрезвычайного положения» КПМ ушла в подполье и начала вооружённую борьбу. В феврале 1949 года было создано единое командование над двенадцатью отрядами Освободительной армии народов Малайи.
В январе 1949 года Коммунистическая партия Малайи приняла программу борьбы за создание Малайской народно-демократической республики.
К сентябрю 1953 британцы за счёт экономико-политических действий смогли создать «белые зоны», из которых коммунисты оказались вытеснены. В дальнейшем площадь таких территорий увеличивалась. В 1954 командованию партизан от печальных перспектив пришлось перебраться на Суматру.
В 1955 КПМ приняла программу, в которой поставила своей целью изгнание из страны английских колонизаторов и установление в Малайе народной республики.
В Декларации КПМ от 23 декабря 1955 года говорилось:
Мы глубоко уверены в том, что независимость Малайи непременно будет осуществлена, как бы это ни было трудно и как бы ни были извилисты пути, ведущие к ней. Индия, Бирма и другие соседние с нами страны, которые раньше не были независимыми, а находились под колониальным господством, ныне добились своей независимости, причём эта независимость признана Англией. Почему же тогда Малайя должна быть исключением и не может быть независимой?
В 1955 КПМ обратилась к правительству Малайской Федерации с призывом прекратить гражданскую войну. Мирные переговоры в декабре 1955 не дали положительных результатов. КПМ отвергла требование правительства Малайской Федерации о полной капитуляции её вооружённых сил.
К моменту объявления независимости страны (31 августа 1957) боевые действия вело порядка 1500 партизан.

### КПМ в период 1960—1989 годов
Боевые действия, хотя и в ограниченных масштабах, продолжались и после официального прекращения «чрезвычайного положения» 31 июля 1960 года.
В 1963 КПМ выступила против создания Федерации Малайзии в составе Малайской Федерации, Сингапура и Сабаха и Саравака (Северный Калимантан), за национальное самоопределение народов Северного Калимантана.
В 1960-е КПМ подпала под влияние маоизма, а в начале 1970-х распалась на три противоборствующие фракции.
К 1978 в приграничных районах Таиланда и Малайзии насчитывалось около 3000 повстанцев, из которых 300 на малайзийской стороне.
2 декабря 1989 председатель КПМ Чин Пен официально подписал перемирие с Таиландом и Малайзией в тайском городке Хаадьяй.
Сообщается, что к началу 1990-х КПМ прекратила свою деятельность.

## Руководители
- Лай Тек[англ.] (генеральный секретарь в 1938—1947, руководитель МПАЙЯ)
- Чин Пен (руководитель в 1947—1955)
- Ах Хай (генеральный секретарь в 1955)
- Муса Ахмад (председатель ЦК КП Малайи в 1955—1974)